# Schloss Fürstenau (Fürstenau)
Schloss Fürstenau in Fürstenau ist eine ehemalige Landesburg des Hochstifts Osnabrück, die im 14. Jahrhundert gegründet wurde und im 16./17. Jahrhundert als Residenz des Fürstbischofs diente. Es wird als Verwaltungssitz der Stadt und Samtgemeinde Fürstenau genutzt. Im Südflügel befindet sich die Pfarrkirche St. Katharina der katholischen Kirchengemeinde Fürstenau, die dem Dekanat Osnabrück-Nord des Bistums Osnabrück angehört.

## Geschichte

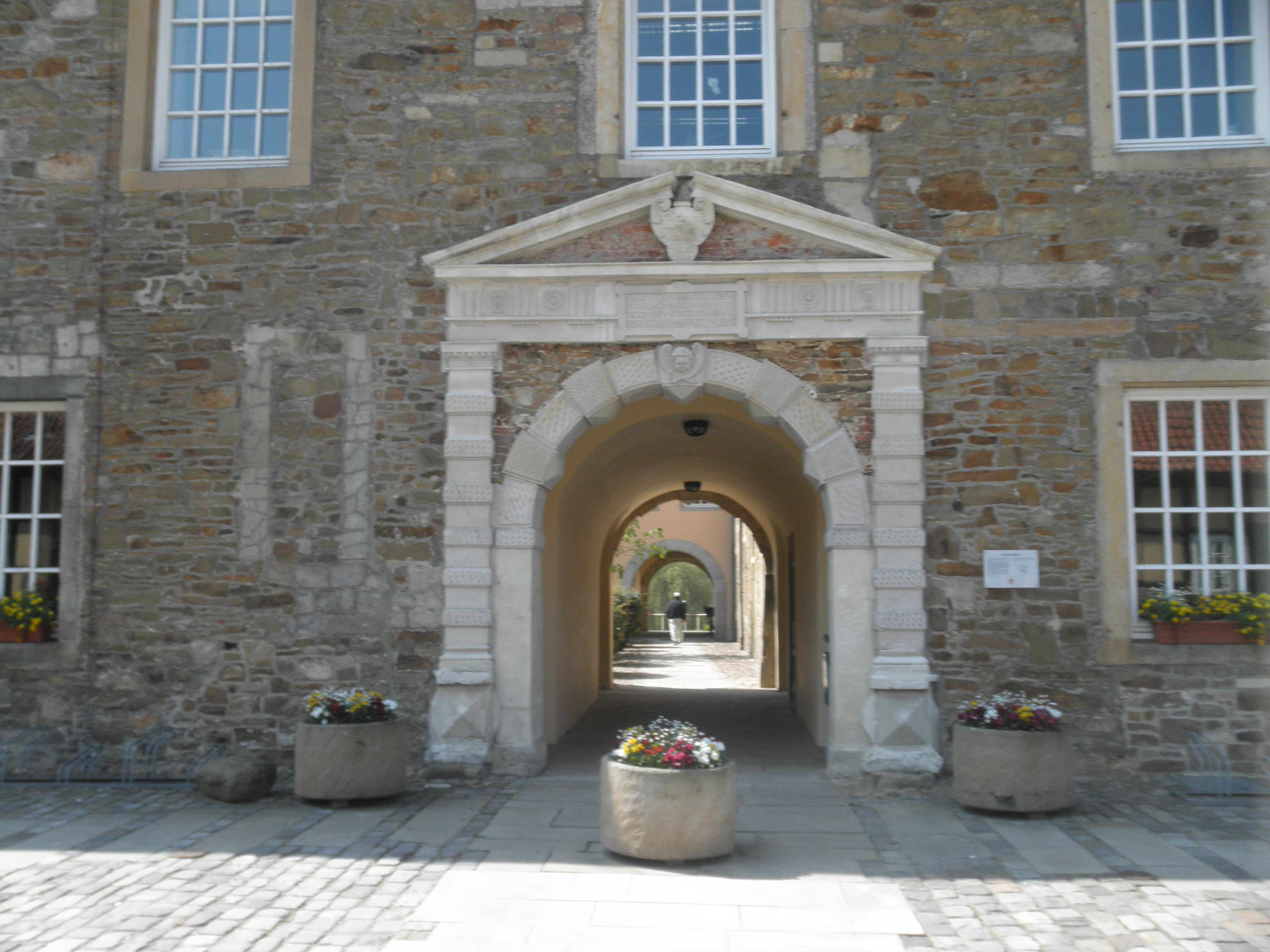
Blick von Osten auf das Portal der Durchfahrt zum Innenhof

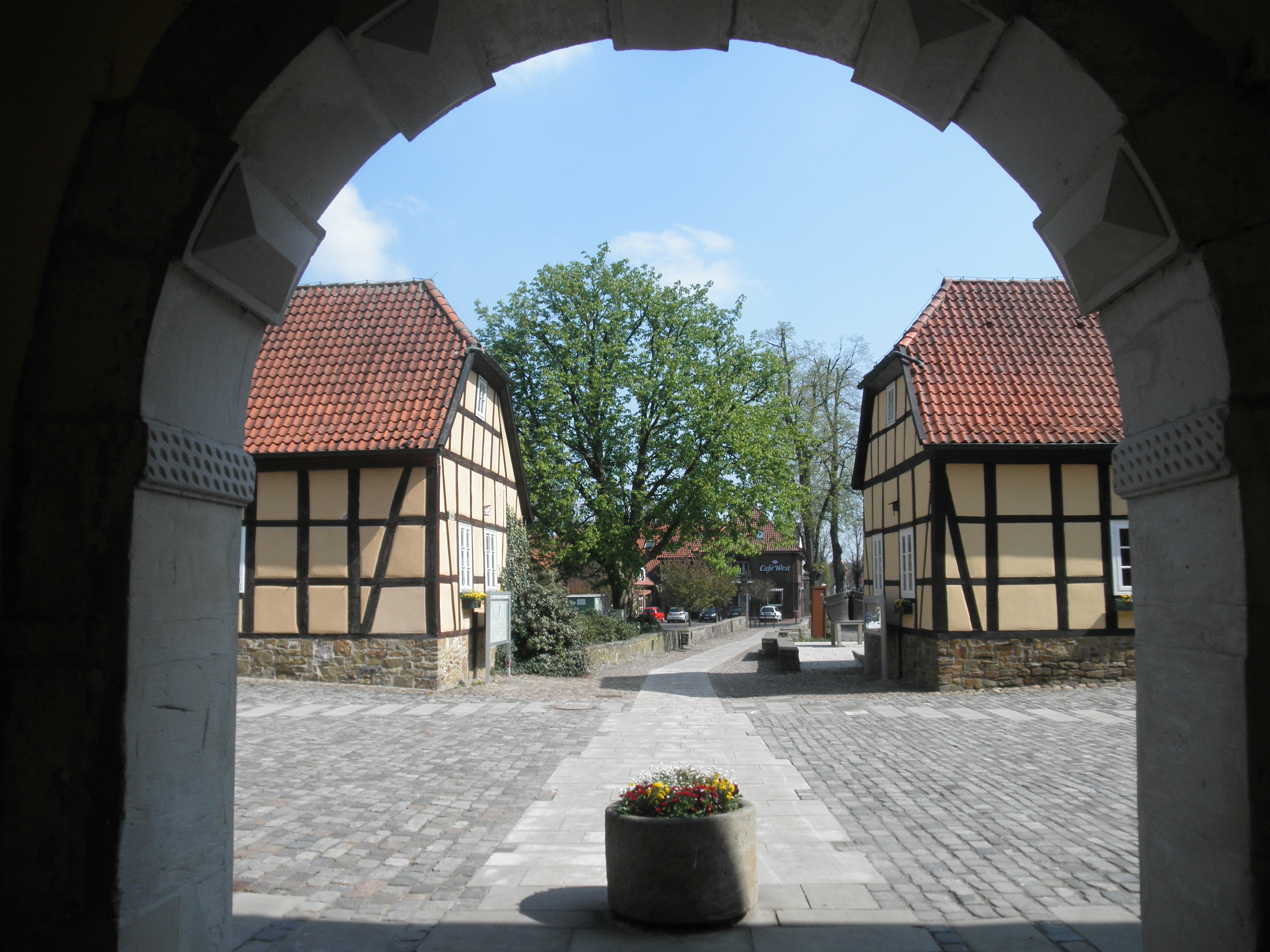
Blick vom Innenhof durch das Portal nach Osten auf die Brücke und die Wirtschaftsgebäude

### Frühere Burganlagen
Es sind zwei frühere Burganlagen überliefert: Eine Burg Fürstenberg, über die nichts Näheres bekannt ist, sowie eine Burg an der Segelfort (auch Segelforth, Segelfahrt) bei der seit 1972 zu Fürstenau gehörenden Ortschaft Settrup, etwa 3 Kilometer südwestlich des späteren Schlosses. Letztere ließ Fürstbischof Ludwig von Ravensberg um 1300 als Stützpunkt für den Norden seines Territoriums errichten. Dies führte zum Streit mit Graf Otto IV. von Tecklenburg-Ibbenbüren, der 1308 mit der Schlacht auf dem Haler Feld (bei Halen) endete. Als Folge der Friedensverhandlungen wurde die Burg geschleift.

### Die Stiftsburg
Unter Fürstbischof Gottfried von Arnsberg wurde zur Sicherung der nördlichen Bistumsgrenzen um 1335 die Stiftsburg erbaut. Aus der Vorburg östlich davon entwickelte sich die Ortschaft Fürstenau, die 1402 zum Weichbild erhoben wurde. Auf einem Siegel aus dieser Zeit wird die Burg als Bergfried mit angrenzendem Wohnhaus dargestellt.
Zunächst mit einem Pfahlwerk gesichert, wurde die Burg nach mehreren kriegerischen Auseinandersetzungen unter Bischof Konrad III. von Diepholz (1455–1482) mit Wällen und Gräben befestigt. Konrad IV. von Rietberg (1482–1508) baute die Anlage mit Wällen, Gräben und einem Saalbau weiter aus. Auch Erich von Braunschweig-Grubenhagen (1508–1532) ließ zusätzliche Gebäude errichten, wodurch die Anlage zunehmend den Charakter eines Schlosses erhielt. Unter Johann IV. von Hoya (1553–1574) erhielt das Schloss seine endgültige Gestalt in Form einer Vierflügelanlage. Zudem ließ er die Festungswerke weiter ausbauen und Gärten anlegen. Er wählte Fürstenau als dauerhafte Residenz und erhob die Burg 1556 zur Hauptfestung des Hochstifts Osnabrück.
Im Dreißigjährigen Krieg die Festung weiter ausgebaut und erhielt vier Eckbastionen mit nach außen abfallendem Glacis sowie eine Sternschanze im Westen. 1630 ist auch der Turm von Grund auf neu erbaut worden. Trotz dieser Maßnahmen wurde Fürstenau ab 1633 mehrmals von protestantischen Truppen eingenommen, zunächst jedoch stets von den Kaiserlichen zurückerobert. Im Juni 1647 wurde das Schloss nach einwöchiger Belagerung an die Schweden übergeben. Nach dem Krieg verlor Fürstenau seine Bedeutung sowohl als Festung als auch als Regierungssitz. Die Fürstbischöfe residierten nun in Iburg oder später im neu erbauten Osnabrücker Schloss. Schloss Fürstenau verfiel in der Folgezeit. Um 1750 wurden die Stadtwälle abgetragen, der Schlossgraben wurde trockengelegt.
Nach der Eingliederung des Fürstentums Osnabrück in das Königreich Hannover wurde der Südflügel des Schlosses mit dem Bergfried 1817 zur Pfarrkirche für die 1789 gegründete katholische Gemeinde umgebaut und der heiligen Katharina geweiht. In den anderen Flügeln wurden das Amtsgericht Fürstenau und Dienstwohnungen untergebracht. Seit 1977 sitzt dort die Verwaltung der Samtgemeinde.

## Beschreibung

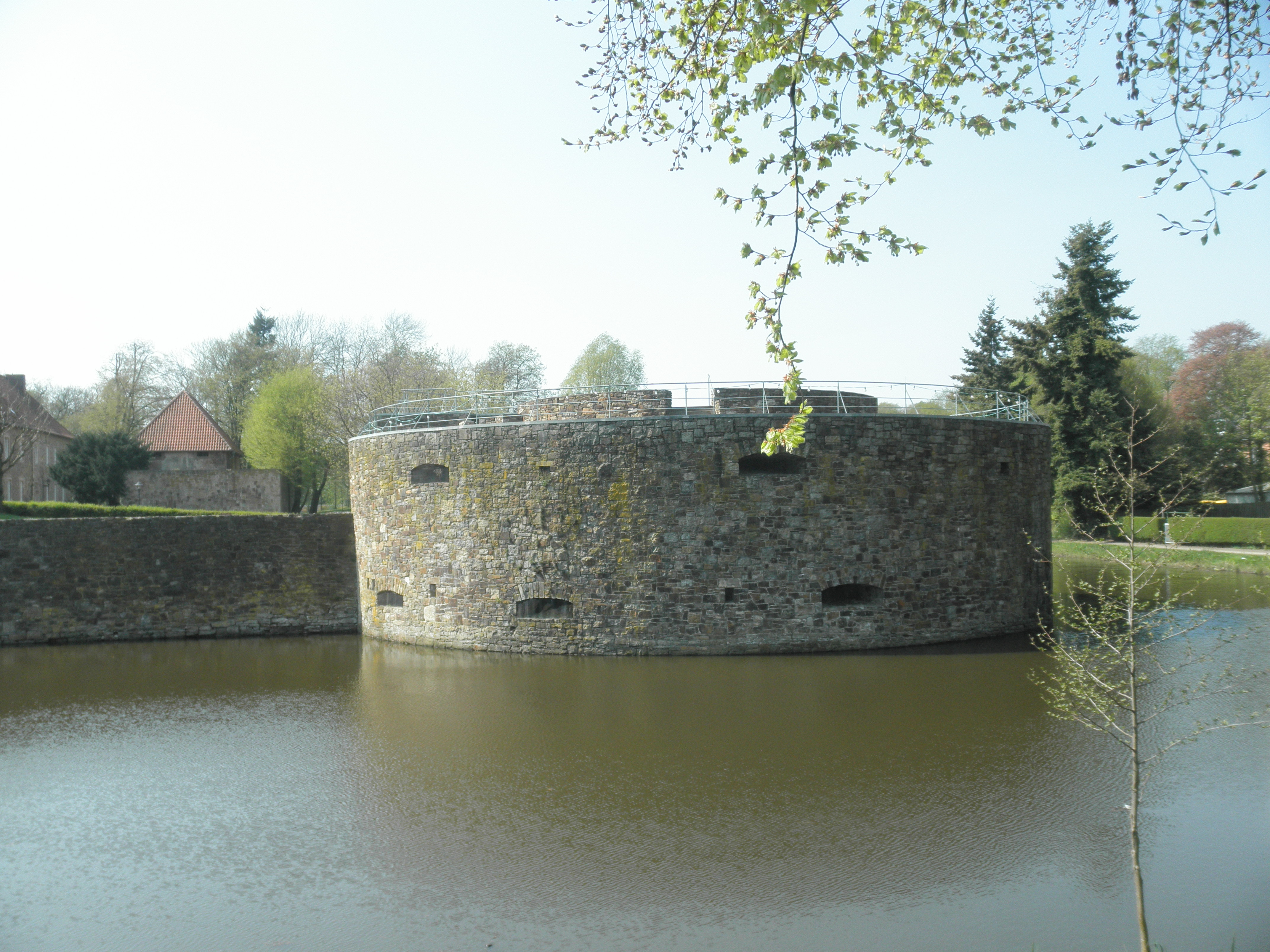
Die restaurierte Nordostbastion von Süden

Für den Bau der Burg wurde im Niedermoor westlich der heutigen Innenstadt nach dem Abtrag der Torfschicht eine 4 m hohe, annähernd quadratische Sandaufschüttung von 40 m Seitenlänge aufgebracht. Eine ca. 1,5 m starke Bruchsteinmauer stützte diese Insel zum 13 m breiten und bis zu 2 m tiefen Wassergraben hin ab. Der Graben war von einem 10 m breiten Wall umgeben, dessen Innenseite durch eine 3 m breite und noch 1,5 m hoch erhaltene Plaggenmauer mit vorgeblendeter Palisade stabilisiert wurde. Um 1500 ist in den Burggraben ein 1,80 m hoher, umlaufender Gang gemauert worden. Nach Anlage des Ganges ist der Burggraben bis auf einen kleinen Abschnitt an der Südwestecke zugeschüttet worden.
Der Burgkomplex ist auf fast quadratischem Grundriss von Gräften umgeben und war ursprünglich nur über eine Brücke von Osten zugänglich. In den vier Ecken sind Überreste von Rondellen erhalten. Im Nordosten und Südwesten befanden sich runde, mehrgeschossige Bastionen, die durch unterirdische Gänge mit dem Hauptgebäude verbunden waren. In der Nordwest- und Südostecke bestanden runde Erdwerke. Die um 1527 erbaute Nordostbastion wurde restauriert und kann seit 1993 besichtigt werden.
Das Schlossgebäude befindet sich in der Mitte der Anlage und besteht aus vier Flügeln und dem Bergfried. Nord-, Ost- und Südflügel wurden in der Mitte des 16. Jahrhunderts im Stil der Renaissance aus Bruchstein gefertigt. Unter dem Ostflügel wurden bei Baubeobachtungen Reste von älteren Gebäuden dokumentiert. Entgegen der in Sumpfgebieten sonst üblichen Gründung mit Pfahlrosten sind die Gebäude mit großen Findlingen fundamentiert. An der Wand des Südflügels zum Innenhof befindet sich ein Wappen des Fürstbischofs Johann IV. von Hoya mit der Jahreszahl 1555. Die Fenster wurden in der Barockzeit verändert. Der Westflügel wurde 1974 hinzugefügt, er wurde auf den Fundamenten des alten Wehrgangs errichtet.
Im Ostflügel (Torflügel) bildet ein rundbogiges Portal die Durchfahrt in den Innenhof. Über dem Portal befindet sich eine Giebelverdachung mit dem Wappen des Fürstbischofs Heinrich von Sachsen-Lauenburg (1574–1585), in der Durchfahrt ein Tonnengewölbe.
Der Bergfried steht auf einem eigenen Fundament an der Westseite des Südflügels und besteht ebenfalls aus Bruchstein. Ein Wappen des Bischofs Konrad III. von Diepholz trägt die Jahreszahl 1473. Die Turmhaube stammt von 1630. Der erste Bergfried stand in der Südwestecke der Insel.
Von den Wirtschaftsgebäuden, die sich innerhalb des Burgkomplexes befanden, sind zwei Fachwerkhäuser östlich des Torflügels erhalten, die als Ställe dienten. Nördlich des Nordflügels steht das 1720 erbaute ehemalige Gefangenenhaus, das bis 1971 als Gefängnis des Amtsgerichts genutzt wurde. Es wurde 2002 restauriert.

### Die Schlosskirche

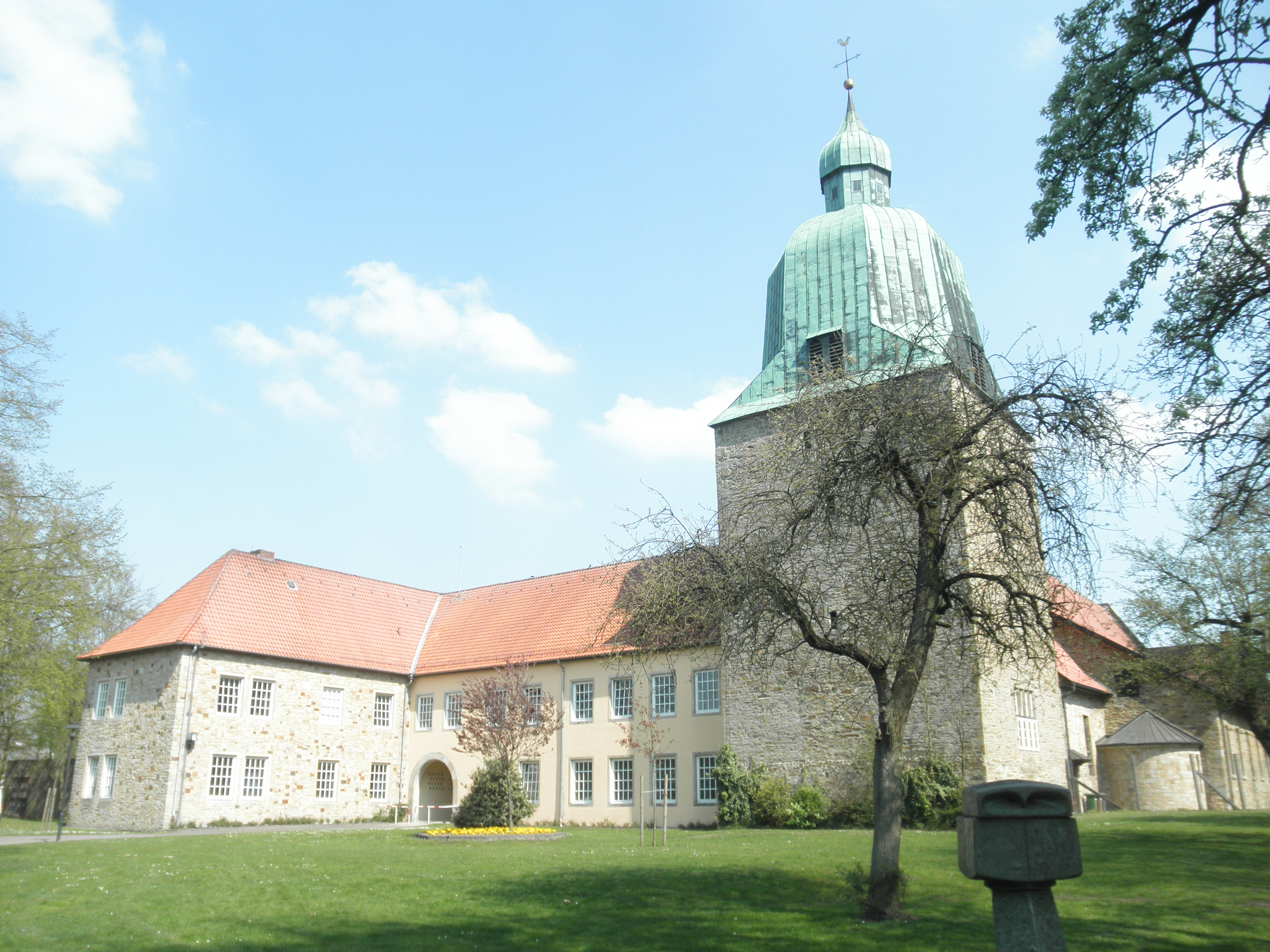
Ansicht von Südwesten mit Nordflügel, Westflügel, Bergfried und Südflügel mit angefügtem Seitenschiff (von links)

Die Pfarrkirche St. Katharina befindet sich im Südflügel des Schlosses. Als Kirchturm dient der Bergfried, die Sakristei ist im Erdgeschoss der früheren Schlosskapelle untergebracht. 1924 wurde ein Seitenschiff nach Süden angebaut und die Katharinenkirche somit zu einer zweischiffigen Hallenkirche erweitert. Im Seitenschiff befindet sich eine Taufkapelle. 1988 wurde die Kirche renoviert.
Zu den älteren Ausstattungsgegenständen gehören der barocke Hochaltar und die Kommunionbank aus der Zeit um 1700, die aus dem säkularisierten Franziskanerkloster in Rheine stammen und 1900 durch den Tischlermeister Heinrich Mensing stark verändert wurden. Ebenfalls um 1700 wurde die Pietà aus Sandstein geschaffen, wie die des Klosters Malgarten wahrscheinlich von Thomas Simon Jöllemann.
Die Kanzel wurde um 1760–1770 gefertigt, aus dem 18. Jahrhundert stammen außerdem mehrere Heiligenfiguren sowie ein Relief, das die Taufe Christi zeigt. In der Ostwand der Sakristei befindet sich ein mit 1574 bezeichneter Kamin. Zelebrationsaltar und Ambo wurden 1989 zum 200-jährigen Bestehen der Kirchengemeinde angeschafft. Im Turm hängt ein vierstimmiges Bronzeglockengeläut der Glockengießerei Otto aus Bremen-Hemelingen, welche diese Glocken 1948 gossen hat. Das Geläut hat ein Gesamtgewicht von 3310 kg. Die Glocken erklingen auf d' – fis' – a' – h'. Die Durchmesser der Glocken sind: 1355 mm, 1074 mm, 904 mm, 805 mm. Darüber hinaus lieferte Otto im Jahr 1965 eine kleine gis'''-Glocke mit einem Durchmesser von 344 mm und einem Gewicht von 25 kg nach Fürstenau.